# Auto-fellatio

Un uomo impegnato in un'auto-fellatio da seduto

L'auto-fellatio (spesso scritto anche "autofellatio") è una pratica di stimolazione orale praticata da un uomo sul proprio pene come forma di masturbazione.

Si ritiene che poche persone, all'incirca due o tre individui su mille, siano in grado di praticare un'auto-fellatio completa.

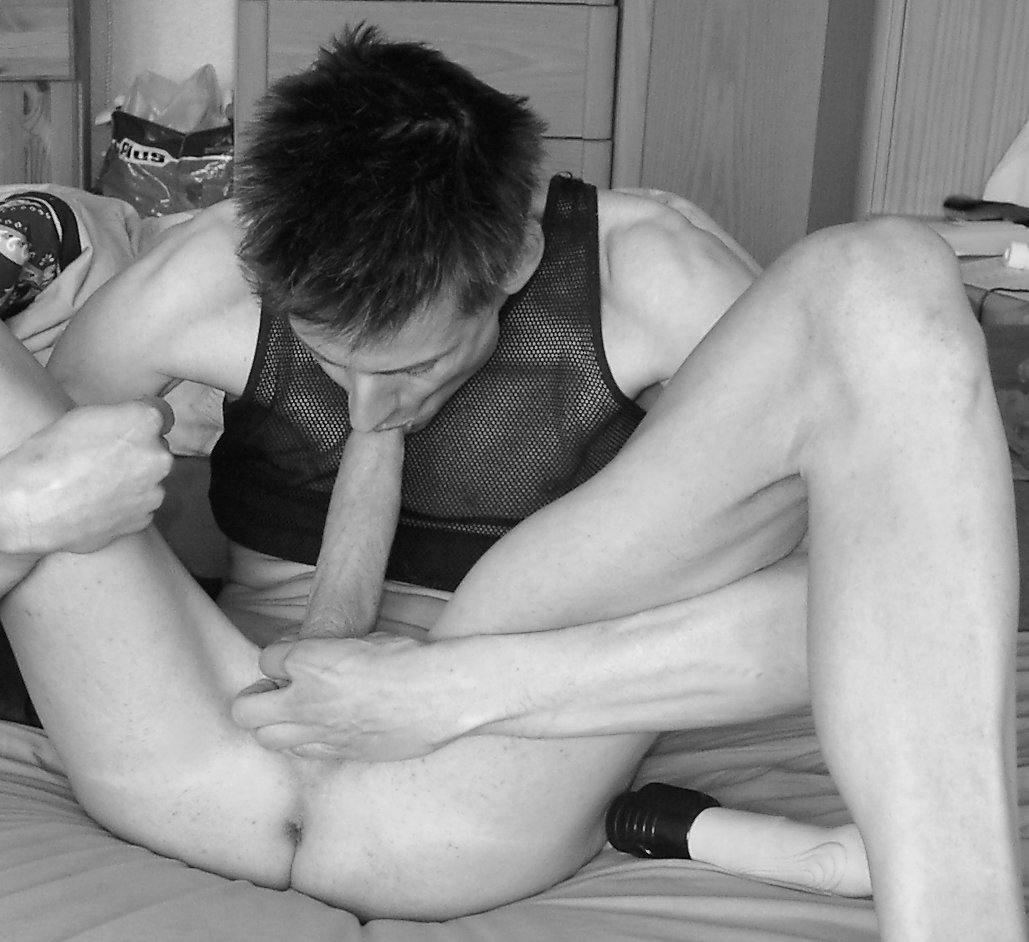
Foto di un uomo che pratica un'auto-fellatio sul suo pene

## Storia
Secondo l'egittologo David Lorton esistono molti riferimenti all'auto-fellatio all'interno dell'antica religione egizia, sia nel regno degli Dei, sia tra i rituali eseguiti dai fedeli. Secondo Lorton, ad esempio, nel Papiro Bremner-Rhind 28, 20–24, in un documento chiamato "Libro della distruzione di Apopi", è presente un poema in cui si narra di come Ra, il dio del sole, avesse creato il dio Shu, personificazione dell'aria e del vento, e la dea Tefnut, personificazione dell'umidità, praticandosi una fellatio e sputando poi il proprio sperma per terra. Negli antichi testi egizi, questo gesto è spesso praticato da Atum, il dio creatore talvolta venerato come aspetto serale del dio-sole Ra, e molti testi narrano in particolare solo dello sputo dello sperma o della masturbazione, ma non di entrambi.
L'attore e studioso di mitologia finlandese suedofono Ior Bock, attivo come guida locale dal 1973 al 1998, sosteneva che i maschi della sua linea familiare (Boxström) avessero preservato per generazioni l'antica pratica rituale dell'auto-fellatio (in finlandese chiamata Sauna-Solmu) legata a non bene definiti culti pagani della fertilità ed eseguita quasi quotidianamente dall'età di sette anni. Tuttavia, data l'eccentricità del personaggio e la mancanza di altre fonti su tali rituali, le affermazioni al riguardo sono in attesa di ulteriori conferme.
Nel terzo volume, intitolato La cura di sé, della sua opera Storia della sessualità, Michel Foucault cita l'opera Oneirocritica del filosofo greco antico Artemidoro di Daldi identificando come uno dei tre modi di avere una relazione con se stessi l'atto di "prendere l'organo sessuale [di qualcuno] nella propria [dello stesso qualcuno] bocca". Secondo Artemidoro, i sogni in cui appariva questo atto "innaturale" presagivano la morte del figlio di colui che sognava, o la perdita della di lui moglie o delle di lui  ricchezze.

## Aspetti fisici

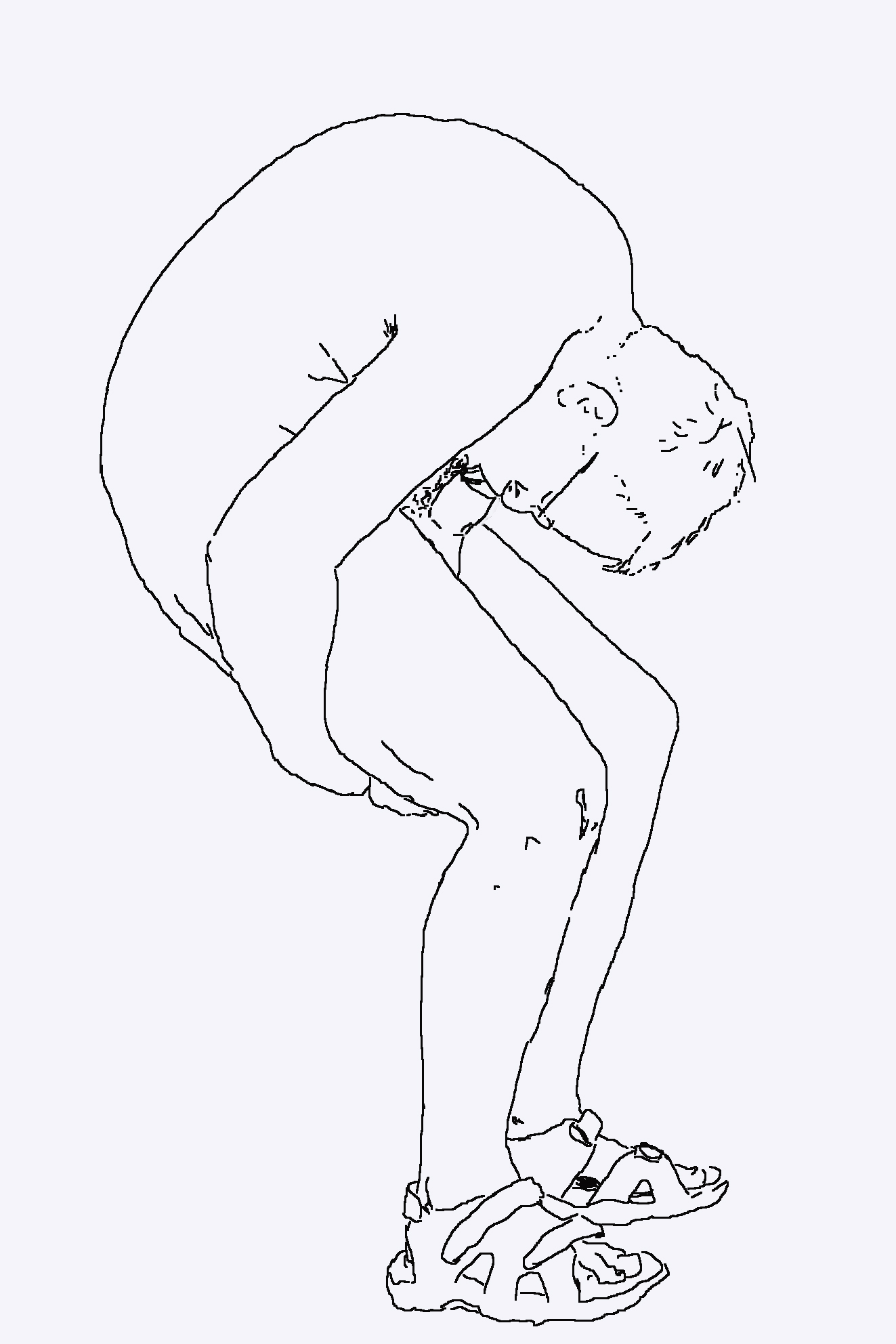
Un'auto-fellatio praticata da posizione eretta

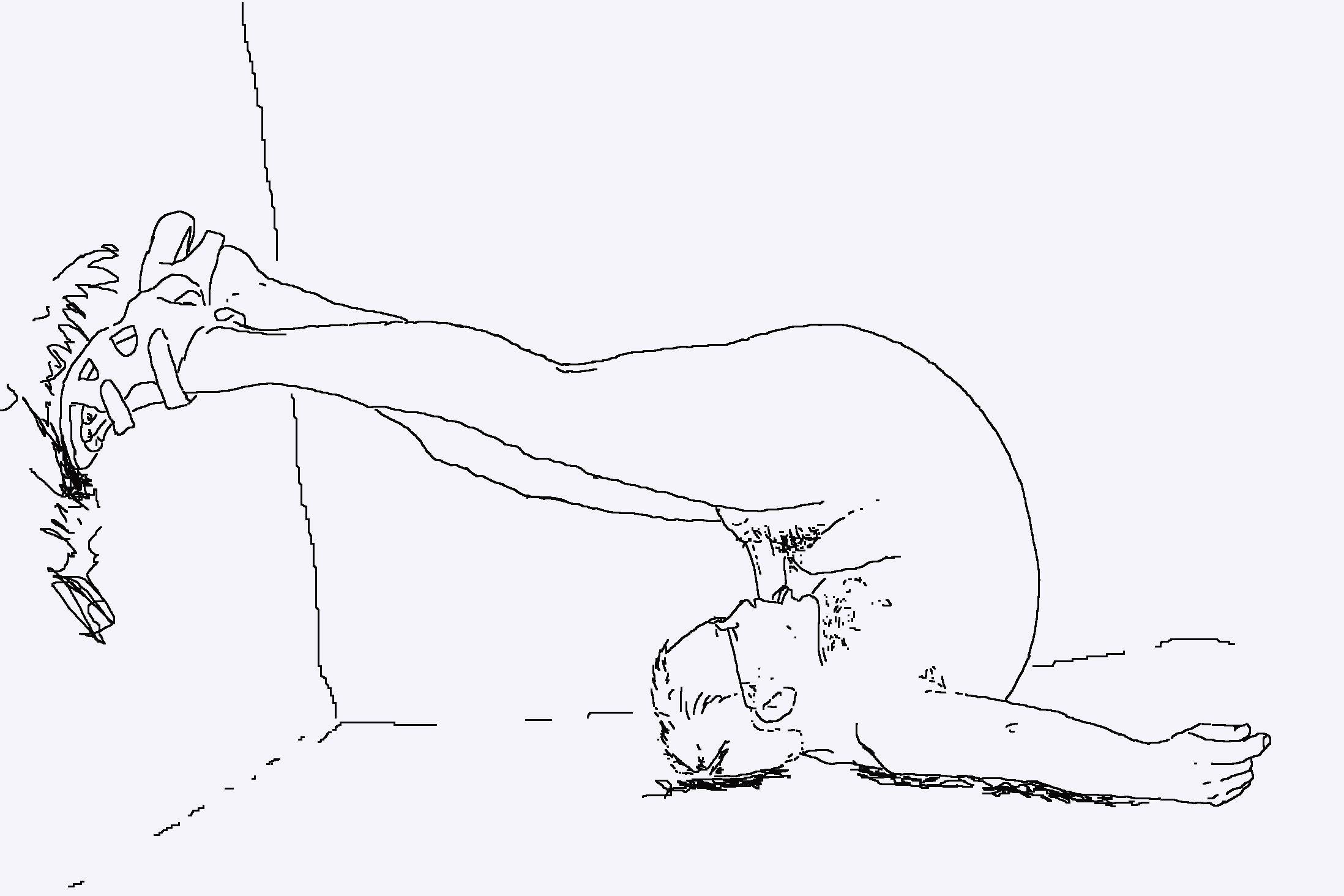
Un'auto-fellatio praticata da posizione supina, indicata nel testo come terza posizione "a C"

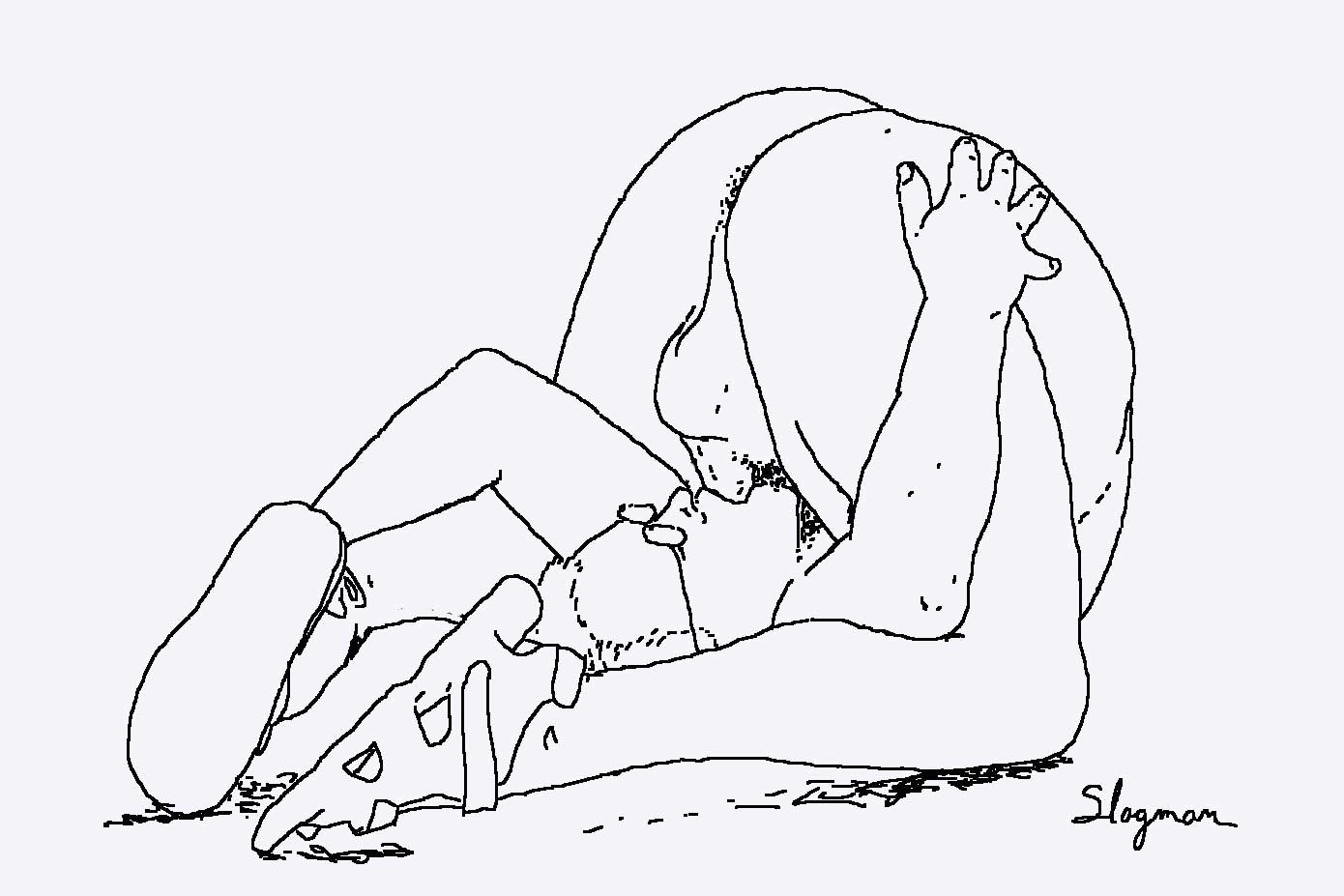
Un'auto-fellatio praticata da posizione "a X"

Secondo quanto sostiene il biologo statunitense Alfred Charles Kinsey nel suo libro Sexual Behavior in the Human Male, sebbene un considerevole numero di adolescenti (all'incirca il 60%) abbia provato almeno una volta a praticare un'auto-fellatio, solo meno dell'1% dei maschi sarebbe in grado di avere un contatto orale con i propri genitali e solo 2 o 3 uomini su mille riuscirebbero a praticare un'auto-fellatio completa, ossia tale da permettere il raggiungimento dell'orgasmo. Tuttavia, la flessibilità guadagnata grazie a tecniche yoga, di contorsionismo e di ginnastica, può rendere l'auto-fellatio praticabile anche a coloro i quali non vi sono naturalmente predisposti.

Esistono essenzialmente quattro posizioni in cui è possibile per un uomo praticare un'auto-fellatio: la posizione seduta, la posizione eretta, una posizione supina in cui le braccia tirano le gambe, piegate, verso la testa e una posizione supina in cui la testa viene passata, assieme a braccia e spalle, attraverso le cosce. Le prime tre, dette posizioni "a C", sono le più frequenti, le prime due di esse consistono semplicemente nel flettere il torso in avanti fino a raggiungere il proprio pene con la bocca mentre la terza consiste nel flettere le gambe indietro da posizione supina. La maggior parte delle persone capaci di auto-fellatio la eseguono: stando seduti su una superficie piana (a terra o su un letto) e divaricando le gambe o stando seduti su una postazione rialzata (una sedia, uno sgabello e così via) nel qual caso vi è il vantaggio della spinta dei piedi che permette un ulteriore avvicinamento del bacino; nella terza posizione "a C", il soggetto è invece supino e porta le gambe all'indietro, quasi come a voler far una capriola, avvicinando quindi il pene alla bocca. L'ultima delle quattro posizioni sopra citate, che richiede capacità contorsionistiche decisamente spiccate, è invece detta posizione "a X" e consiste in un'estremizzazione della terza posizione "a C", ossia nello stare sdraiati a terra o su un letto supini e nel buttare le gambe dietro alle spalle arrivando a flettere il corpo con una curvatura maggiore di 180°, arrivando a far emergere fra le cosce prima la testa e poi tutto quanto il torso e le braccia, e infine bloccando le gambe rivoltate indietro facendole passare sotto le proprie ascelle, in modo da far sì che il mento si ritrovi all'altezza dei testicoli.

## Studio
L'auto-fellatio è stata oggetto di studio da parte della psicoanalisi sin dai tempi della nascita di tale scienza. Il primo articolo pubblicato a riguardo risale al 1938, quando Eugene Kahn ed Ernest Lion, due psichiatri dell'Università Yale, descrissero l'abitudine di un paziente di 33 anni, che aveva appena scontato una pena di 60 giorni di detenzione per molestie sessuali, di praticarsi sesso orale. L'uomo, descritto come effeminato, timido e passivo, stando a quanto da lui stesso raccontato, era riuscito a praticarsi una fellatio la prima volta nel 1923, dopo essersi esercitato diverso tempo spinto dalla curiosità, e quella era diventata infine la sua pratica sessuale preferita. In seguito, apparvero in letteratura diversi altri articoli su casi di auto-fellatio e infine, in un articolo del 1954 pubblicato sul Psychoanalytic Review, William Guy e Michael Finn ponevano l'attenzione sul fatto che nella maggior parte di quegli articoli il paziente era descritto come effeminato, timido, particolarmente sensibile e passivo. Da qui, gli autori successivi iniziarono quindi a vedere nel desiderio di praticare un'auto-fellatio il chiaro sintomo di una omosessualità repressa.

Talvolta erano gli stessi individui che si praticavano un'auto-fellatio a temere di essere omosessuali e quindi, data anche la cultura del tempo, a ritenersi dei malati. Un esempio è quello riportato in un articolo del 1946 pubblicato sull'American Journal of Psychiatry, in cui si trattava il caso di un sergente trentaseienne, definito come "altamente intelligente e simpatico", che si era praticato sesso orale per la prima volta a 13 anni ma che, spaventato da quell'impulso e temendo di essere omosessuale, aveva smesso di farlo fino a un mese prima di finire in cura psichiatrica, quando, dopo aver ceduto ed aver ricominciato a praticarsi delle fellatio, era stato vittime di paranoie avendo sentito i propri soldati utilizzare il termine "cocksucker" (in inglese: "succhiacazzi") e temendo che stessero parlando di lui.
In un articolo del 1971, lo psichiatra Frank Orland, tentando di concettualizzare l'auto-fellatio, vi aveva visto un estremo tratto di narcisismo; secondo Orland, infatti, l'autofellatio rappresenterebbe la rigenerazione dello stato infantile precoce in cui i rappresentanti intrapsichici degli oggetti esterni sono separati dall'oggetto-sé, con una simbiosi parassitaria coesistente con l'oggetto esterno; attraverso l'autofellatio l'Io ristabilirebbe il necessario dominio sul rappresentante dell'oggetto esterno (il pene) come difesa contro la perdita dell'oggetto desiderato (il capezzolo materno) e ripristinerebbe la fusione parassitaria con il seno-capezzolo.
Gli ultimi articoli di letteratura scientifica inerenti l'auto-fellatio risalgono alla fine degli anni 1970 e, sebbene un tempo l'auto-fellatio fosse considerata dalle scienze comportamentali come sintomo di omosessualità o di un disturbo mentale, si può citare a riguardo un altro articolo pubblicato sulla rivista Journal of Nervous & Mental Disease nel 1977 in cui si descrive il caso di un ventiduenne che si praticava sesso orale dall'età di dodici anni in preda a una forte frustrazione poiché riusciva ad inserirsi in bocca solo il glande desiderando invece andare oltre, oggi essa viene considerata semplicemente come un tipo di pratica sessuale.

## Nella cultura di massa

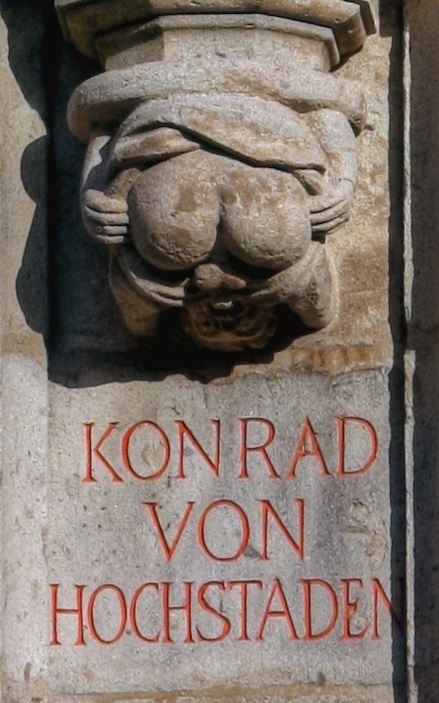
Una chimera mentre pratica un'autofellatio scolpita sul municipio di Colonia

L'autofellatio costituisce una nicchia nel mondo della pornografia e, mentre sono relativamente pochi i film pornografici in cui appaiono scene con autofellatio, alcuni attori pornografici hanno invece acquisito una certa popolarità proprio grazie a tale pratica, ne è un esempio Ron Jeremy, uno dei pornodivi più famosi al mondo, il quale negli anni 1970 realizzò alcune scene di autofellatio. Anche altri attori come Scott O'Hara, Cole Youngblood, Steve Holmes e Ricky Martinez hanno messo in atto un'autofellatio davanti alle telecamere, e la pratica, nel tempo, è diventata un sottogenere della cinematografia pornografica inerente alla masturbazione.  
Nel suo film del 1998 Sour Grapes, lo sceneggiatore e regista Larry David ha utilizzato l'autofellatio come elemento ricorrente del film, attraverso diversi riferimenti al fatto che uno degli attori protagonisti si praticasse sesso orale nel corso dello svolgimento dell'intero film. Nel corso della ventiseiesima stagione del Saturday Night Live, Will Ferrell interpreta un personaggio che frequenta una classe di yoga con il solo e unico scopo di arrivare a praticarsi un'autofellatio come parte del raggiungimento del Samādhi, peraltro riuscendoci dopo ben 3 anni di sforzi. Nel film del 2001 Scary Movie 2, il professor Dwight Hartman (interpretato da David Cross) si pratica un'autofellatio dopo aver rifiutato l'offerta di una fellatio da parte di Theo (Kathleen Robertson), che lo voleva sedurre per rubargli un mazzo di chiavi.
Nel 1993, l'artista femminista statunitense Kiki Smith ha realizzato una scultura in cera d'api a grandezza naturale intitolata "Mother/Child" che includeva il ritratto di un uomo intento in un'autofellatio da posizione seduta.
Il termine può anche essere utilizzato per mettere in dubbio la virilità di una persona, riferendosi al fatto che la pratica dell'auto-fellatio sarebbe dovuta o a un'estrema considerazione di sé o all'impossibilità di farsi praticare sesso orale da qualcuno. Il termine è stato utilizzato proprio in questo senso da Anthony Scaramucci, direttore delle comunicazioni della Casa Bianca sotto la presidenza di Donald Trump dal 21 al 31 luglio 2017, quando, riferendosi a Steve Bannon, allora capo stratega della Casa Bianca, disse "I'm not Steve Bannon, I'm not trying to suck my own cock." (in inglese: "Non sono Steve Bannon, non sto provando a succhiarmi il cazzo da solo").